# Мустанг (район)
Мустанг (непальск. मुस्ताङ जिल्ला) — один из 75 районов Непала. Входит в состав зоны Дхаулагири, которая, в свою очередь, входит в состав Западного региона страны. Административный центр — город Джомсом.
Граничит с районом Мьягди (на юге), районом Мананг зоны Гандаки (на востоке), районом Долпа зоны Карнали (на западе) и Тибетским автономным районом КНР (на севере). Площадь района составляет 3573 км². Верхний Мустанг, соответствующий бывшему королевству Ло, занимает северные две трети территории.
Население по данным переписи 2011 года составляет 13 452 человека, из них 7093 мужчины и 6359 женщин. По данным переписи 2001 года население насчитывало 14 981 человек. 60,19 % населения исповедуют буддизм; 37,47 % — индуизм; 1,13 % — христианство.

## Верхний Мустанг
С начала XV века на территории современного района существовало королевство Мустанг (Ло) со столицей в Ло-Мантанге. Постепенно территория государства сократилась до Верхнего Мустанга (две северные трети современного района) и вошла в состав Непала. В октябре 2008 года непальские власти объявили об отмене монархического правления в Верхнем Мустанге. Доступ на территорию бывшего королевства платный (около $50 за сутки пребывания).
Мустанг имеет протяжённость около 80 км с юга на север и около 45 км в самом широком месте, высота — более 2500 м. Климат сравнительно сухой, что связано с горным рельефом. Население распределено по тридцати муниципалитетам и тридцати деревням, — преимущественно тхакали и тибетцы. Населённые пункты, как правило, расположены вдоль реки Кали-Гандаки и её притоков. В районе Тхак-Кола река течёт по дну узкого ущелья.